# Coccyzus minor
El cuclillo de manglar (Coccyzus minor) es una especie de ave cuculiforme de la familia Cuculidae nativo del Neotrópico. Su canto es una serie de notas bajas y gruñidas, que gradualmente se vuelven más largas y más bajas.

## Descripción
Tiene una larga cola, con las partes superiores de color marrón y listado en negro y blanco por debajo. Tiene un pico negro levemente curvado, de color amarillo en la mandíbula inferior. La cabeza y la parte superior son de color marrón. Tiene un anillo periocular amarillo. 

## Distribución y hábitat
Como indica su nombre el cuclillo de manglar habita principalmente los pantanos de manglares. La especie es nativa del sur de Florida, Bahamas, el Caribe, ambas costas de México y América Central, así como la costa atlántica de Sudamérica hasta la embocadura del río Amazonas.

## Comportamiento
Se alimenta de insectos, favoreciendo las orugas y saltamontes, pero también come otros insectos, arañas, caracoles, lagartijas y frutas.
Por lo general, construye su nido a 2-3 metros por encima del agua en un árbol de mangle u otro árbol. El nido es una plataforma relativamente plana de ramas y hojas. La hembra pone 2-4 huevos con los dos adultos compartiendo la alimentación de las crías.